# Acide 2-iodoxybenzoïque
L'acide 2-iodoxybenzoïque ou IBX est un composé organique utilisé comme réactif oxydant en synthèse organique. Ce periodinane est particulièrement adapté pour oxyder des alcools en aldéhydes.
L'un des principaux inconvénients de l'IBX est sa solubilité limitée : il est insoluble dans de nombreux solvants organiques courants. Dans le passé, l'IBX a été cru sensible aux chocs, mais il a ensuite été démontré que des échantillons d'IBX sont sensibles aux chocs en raison du bromate de potassium résiduel, issu de la synthèse,. L'IBX commercial (SIBX:Stabilized IBX) est stabilisé par des acides carboxyliques tels que l'acide benzoïque et l'acide isophtalique.
L'acide 2-iodylbenzoïque, ortho Ph(I(=O)2),(COOH), est un tautomère de l'acide 2-iodoxybenzoïque. L'acidité de l'IBX qui a été mesurée dans l'eau (pKa=2,4) et le DMSO (pKa=6,65), est connue pour affecter les réactions chimiques, par exemple les oxydations accompagnées de réactions d'isomérisation catalysées par les acides.

## Synthèse
L'IBX est préparé à partir d'acide 2-iodobenzoïque, de bromate de potassium (KBrO3) et d'acide sulfurique. M. Frigerio et ses collaborateurs ont également démontré, en 1999, que le bromate de potassium peut être remplacé par de l'oxone, une marque d'hydrogénopersulfate de potassium disponible dans le commerce.

## Mécanisme de l'oxydation d'un alcool

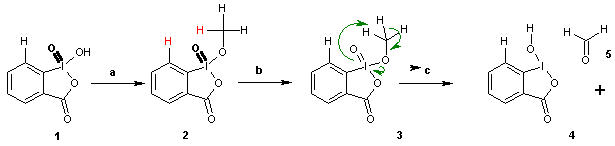
Le mécanisme de torsion hypervalente lors de la conversion de méthanol en formaldéhyde : a) réaction d'échange de ligand (énergie d'activation de 38 kJ/mol (9.1 kcal/mol), b) torsion hypervalente de 51 kJ/mol (12.1 kcal/mol)), c) élimination de 20 kJ/mol (4.7 kcal/mol). Il existe une répulsion stérique entre les atomes d'hydrogène en rouge.

D'après le mécanisme dit de « torsion hypervalente »
 
l'oxydation d'un alcool en aldéhyde implique un échange de ligands au cours duquel l'alcool remplace le groupe hydroxyle suivi d'une torsion et d'une élimination.
La torsion est rendue nécessaire par la disposition de l'oxygène doublement lié à l'iode car celui-ci se trouve en dehors du plan contenant le groupe alkoxy ce qui empêche l'élimination concertée d'avoir lieu. La torsion hypervalente est donc un réarrangement dans lequel l'atome d'oxygène est amené dans le plan approprié pour qu'un état de transition cyclique à cinq centres puisse se mettre en place lors de l'élimination. On peut montrer par des calculs de chimie numérique qu'il s'agit là de l'étape cinétiquement déterminante de l'oxydation.
Ce mécanisme explique aussi pourquoi l'oxydation des grands alcools est plus rapide que celle des plus petits : en effet l'encombrement stérique qui existe entre l'atome d'hydrogène en position ortho et les hydrogènes dans le groupe alkoxy est le moteur de la torsion, or cette répulsion stérique est d'autant plus forte que le groupe alkoxy est volumineux. Par des calculs du même type on peut prédire qu'en remplaçant cet atome d'hydrogène par un groupe méthyle en ortho le dérivé d'IBX obtenu sera beaucoup plus réactif avec une vitesse de réaction multipliée par cent. La torsion est alors tellement facilitée que c'est la réaction d'élimination qui devient l'étape cinétiquement déterminante.

## Emploi
L'acide 2-iodoxybenzoïque est disponible sous forme de gel de silice ou d'IBX lié à du polystyrène. Dans de nombreuses applications, l'IBX est remplacé par le periodinane de Dess-Martin qui est beaucoup plus soluble dans les solvants organiques courants.
Un exemple de réaction d'oxydation par l'IBX est donné la synthèse totale d'un eicosanoïde :

Oxydation par IBX de l'alcool 1 en l'aldéhyde 2, rendement chimique : 94 %.

En 2001, K.C. Nicolaou et son équipe ont publié une série d'articles dans le Journal of the American Chemical Society démontrant, entre autres transformations, la possibilité d'utiliser de l'IBX pour oxyder les carbones benzyliques de composés aromatiques et carbonyles conjugués.

### Clivage oxydatif
L'acide 2-iodoxobenzoïque est connu aussi pour oxyder les diols vicinaux comme des glycols en dicétones et sans couper la liaison carbone-carbone entre les deux fonctions alcool. Cependant, un clivage oxydatif peut se produire lorsque des conditions plus dures sont utilisées (température plus élevée ou de l'acide trifluoroacétique comme solvant) :
Ci-dessous, le mécanisme réactionnel de ce clivage de glycol est basé sur la formation initiale d'un produit d'addition entre un mésomère de l'IBX (10-I-4 IBX en notation N-I-L) 1 et une molécule de DMSO 2, et qui consiste en l'intermédiaire 12-I-5 3 dans lequel le DMSO sert de ligand partant lors de l'échange avec l'alcool entrant  4 pour former l'intermédiaire 5. Une molécule d'eau est alors expulsée formant le 12-I-5 periodinane spirobicyclique 6 qui se clive en 7 et en deux cétones 8. Dans cet exemple, cette réaction est en concurrence avec l'oxydation de 5  qui peut former une acyloïne (α-hydroxy cétone) grâce à la présence d'atomes d'hydrogène en alpha du groupe hydroxyle. Il a été montré que la présence d'acide trifluoroacétique facilite la réaction globale.

### α-hydroxylations
S. F. Kirsch et ses collègues ont réussi à hydroxyler la position α de composés carboxyliques avec l'IBX dans des conditions douces. Ce procédé pourrait être étendu à des esters β-cétoniques.

### Oxydation de β-hydroxycétones en β-dicétones
S.L. Bartlett et C.M. Beaudry ont découvert que l'IBX est un réactif utile pour la transformation de β-hydroxycétones en β-dicétones. L'acide 2-iodoxobenzoïque offre des rendements supérieurs à la fois au protocole d'oxydation de Swern et à celui de Dess-Martin.